# Blemmyer
Die Blemmyer (griechisch: Βλέμμυες oder Βλέμυες; altägyptisch: brhm; bohairisches Koptisch Ⲃⲁⲗϩⲙⲱⲟⲩ) waren ein antiker Nomadenstamm in Nubien.

## Heimat
Nach Strabon waren die Blemmyer Wanderhirten (17, 53) und wohnten am rechten Nilufer, unterhalb von Meroe gegenüber den Nubiern und waren den Aithiopiern untertan, während die Troglodyten an der Küste des Roten Meeres ansässig waren (17,2). Von Ptolemäus wurden sie östlich des Tanasees lokalisiert.
Die Blemmyer sind archäologisch nur schwer fassbar. Die in Unternubien gut belegte X-Gruppe, nach dem Fundort Ballana auch Ballana-Kultur genannt, wird meist mit dem Land Nobatia in Verbindung gebracht. Es ist vermutet worden, dass es sich bei den Blemmyern zur Zeit ihrer Staatengründung um nur eine kleine herrschende Gruppe gehandelt habe.

## Geschichte

### Antike
Bis um die Mitte des 3. Jahrhunderts n. Chr. treten die Blemmyer in den griechischen Quellen vor allem als Räuber und Plünderer auf, die die römische Provinz Ägypten, das Königreich Meroe und die dortigen Handelswege gefährdeten, zeitweilig als Verbündete Palmyras (siehe Reichskrise des 3. Jahrhunderts). Eine große Rolle beim Aufstieg der Blemmyer zu einer politischen Macht in Nubien hat das Dromedar gespielt, das die Blemmyer zu Operationen in der Wüste nutzten.
In der Zeit des Kaisers Probus eroberten sie zeitweilig Koptos und Ptolemais Hermeiou in Oberägypten, bevor sie 279 von römischen Truppen geschlagen wurden. Dass Kaiser Diokletian ihnen Jahrgelder zahlte, hielt sie nicht von weiteren Raubzügen ab. Schließlich sah sich Diokletian sogar gezwungen, Teile der bedrohten Provinz aufzugeben; die Grenze wurde zum ersten Katarakt zurückverlegt und zusätzlich durch Festungen gesichert, außerdem wurde bald darauf ein spezielles Militärkommando geschaffen. Die Region Dodekaschoinos wurde von den Blemmyern und den Nobaten, die ebenfalls Raubzüge unternommen hatten, übernommen.
Wahrscheinlich 336 n. Chr. brachte der römische Offizier Abinnaeus eine Gruppe blemmyischer Flüchtlinge nach Konstantinopel zu Kaiser Konstantin. Ihre Anwesenheit dort ist auch durch Eusebius von Caesarea (Vita Constantini 4.7.1) bezeugt. Auf Befehl des Kaisers brachte er sie in ihr Land zurück und verbrachte dort selbst drei Jahre. Die Episode klingt nach einem lokalen Machtkampf, der durch römisches Eingreifen zugunsten der ursprünglich unterlegenen Partei entschieden wurde. Der Aufenthalt des Abinnaeus, den der Kaiser zum ducenarius. ernannt hatte, diente wahrscheinlich zur Sicherung der neuen Ordnung und dazu, sich mit den dortigen Zuständen vertraut zu machen. Die Blemmyer waren schließlich die wichtigste Macht am südlichen Roten Meer, wo die Römer in den Häfen von Myos Hormos und Berenike Troglodytica den ertragreichen Handel mit Indien kontrollierten.
Während der gesamten Spätantike bis in die Zeit Justinians stellten die Blemmyer immer wieder eine Bedrohung für die Südgrenze der Provinz Ägypten dar. Kaiser Theodosius II. teilte 449 die Provinz Thebais und unterstellte die Militär- und Zivilverwaltung einer Person, wahrscheinlich wegen der Angriffe der Blemmyer und Nobadae. Zur gleichen Zeit berichtet Nestorius, der nach Achmim verbannte Patriarch von Konstantinopel, über Übergriffe der Blemmyer und Nobadae. Wenig später scheint es aber zu Auseinandersetzungen zwischen den Blemmyern unter König Ezana und den Nobaten gekommen zu sein.
Der römische dux Florus konnte die Blemmyer schließlich 451 (während der Herrschaft Kaiser Markians) schlagen. Es wurde ein Friedensvertrag geschlossen, wonach die Blemmyer unter anderem Zugang zum berühmten Isis-Tempel auf der Nilinsel Philae erhielten. Nach dem Tod des Unterhändlers Maximinus widerriefen die Stammesoberhäupter (Basiliskoi) jedoch das Bündnis und begannen wieder mit Kampfhandlungen. Dennoch blieb Philae in den folgenden Jahrzehnten wie zuvor ein wichtiger Kontaktpunkt zwischen Römern und Blemmyern; der Tempel war nun das einzige offiziell geduldete pagane Heiligtum im christlichen Imperium Romanum. In der Zeit Justinians wurde der heidnische Kult auf Philae 537 dann allerdings unterbunden und die Insel 577 befestigt.
Nach der Talmis-Inschrift zog Silko dreimal gegen die Blemmyer. Nach dem ersten Feldzug suchten sie, vermutlich durch Eienei, den Bruder des Königs Phonen, um Frieden nach, der aber keinen Bestand hatte. Nach einem zweiten, vermutlich erfolglosen Feldzug besiegte sie Silko in einer dritten Kampagne, nahm ihre Städte ein und besetzte ihr Gebiet.

### Mittelalter

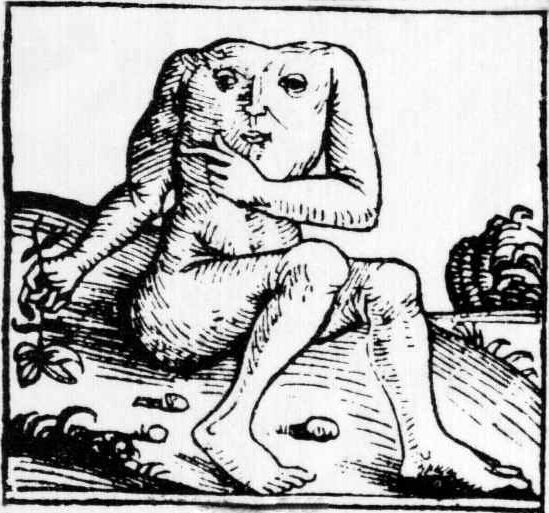
Blemmyer aus Schedels Weltchronik von 1493

Bereits Plinius der Ältere hatte im 1. Jahrhundert n. Chr. berichtet, dass die Blemmyer keinen Kopf hätten (Blemmyes traduntur capita abesse, ore et oculis pectore adfixis „Es wird gesagt, dass die Blemmyer keinen Kopf haben und dass ihr Mund und ihre Augen in ihre Brust gesetzt sind“). Durch Isidor von Sevilla tradiert, der sie in Libyen ansiedelt, wird diese Beschreibung von mittelalterlichen Autoren wie Jehan de Mandeville, Sebastian Münster und Hartmann Schedel übernommen. Mandeville lokalisiert sie in Indien (siehe hierzu Acephale (Volk)). Direkte Kontakte zwischen den Blemmyern und Europa sind für die Zeit nach der Arabischen Expansion, die die römische Herrschaft in Ägypten 642 beendet hatte, nicht bezeugt.
Von den Kopten und Arabern wurden die Blemmyer Bedscha (Beja) genannt. Die Bedscha waren wohl die Nachfahren der Blemmyer. (Zur nachfolgenden Geschichte siehe dort.)
831 sandte Kalif Ma'mūn eine Streitmacht unter 'Abdallah ibn Dschiham gegen die Bedscha, jedoch ohne durchschlagenden Erfolg. 854 töteten sie Bergwerksarbeiter in der nubischen Wüste und überfielen Qena. Muhammed 'Abdullah Ibn Cami schlug sie danach am Gebel Zabara vernichtend.

## Herrscher
- Phonen, Mitte des 5. Jahrhunderts, sein Sohn war der Phylarch Breeitek